# Per Åkerblom
Per Erik Åkerblom, född 11 juni 1969 i Västerleds församling i Stockholm, är en svensk militär.

## Biografi
Åkerblom utnämndes till överste 2014, varpå han var chef för Planeringsavdelningen i Personalstaben i Högkvarteret från 2014, försvarsattaché vid ambassaden i Paris med sidoackreditering i Madrid 2017–2020[källa behövs] och stabschef i Militära underrättelse- och säkerhetstjänsten i Högkvarteret från 2020. Sedan den 1 oktober 2022 är han chef för Göta ingenjörregemente.

## Utmärkelser
- Médaille de la Défense nationale i guld, 23 augusti 2023[6]